# 周烈
周烈（1954年5月—）是一位中国语言学家和教育家。

## 生平
1954年出生于浙江诸暨，1978年获得北京外国语学院阿拉伯语学士学位，曾在叙利亚、埃及和也门学习研究。2000年获得博士学位。1998年9月担任北京外国语大学副校长，2002年12月升任党委副书记，2008年4月加入北京第二外国语学院担任校长，2014年11月辞去校长一职，仍担任学委主任。